# Montsaye Community College

Le Montsaye Community College est situé à Rothwell. Le College a obtenu fin 2004 le statut de double spécialité, en devenant Humanities College en plus de son précédent statut bien établi de Language College.
Plus de 1200 élèves fréquentent le collège, qui, jusqu'à ces dernières années a toujours atteint un taux de réussite 5 A*-C d'environ 60 %, bien que le taux de réussite ait chuté à environ 51 % en 2007. Mme Sue Fennell est l'actuel directeur. L'école a reçu un bon examen de OFSTED en 2006. Montsaye est également le site de la nouvelle piscine de Rothwell, qui intègre désormais un centre sportif moderne utilisé à la fois par l'école et la communauté.

## Source
- (en) Cet article est partiellement ou en totalité issu de l’article de Wikipédia en anglais intitulé « Montsaye Academy » (voir la liste des auteurs).